# Revolutiejaar 1848

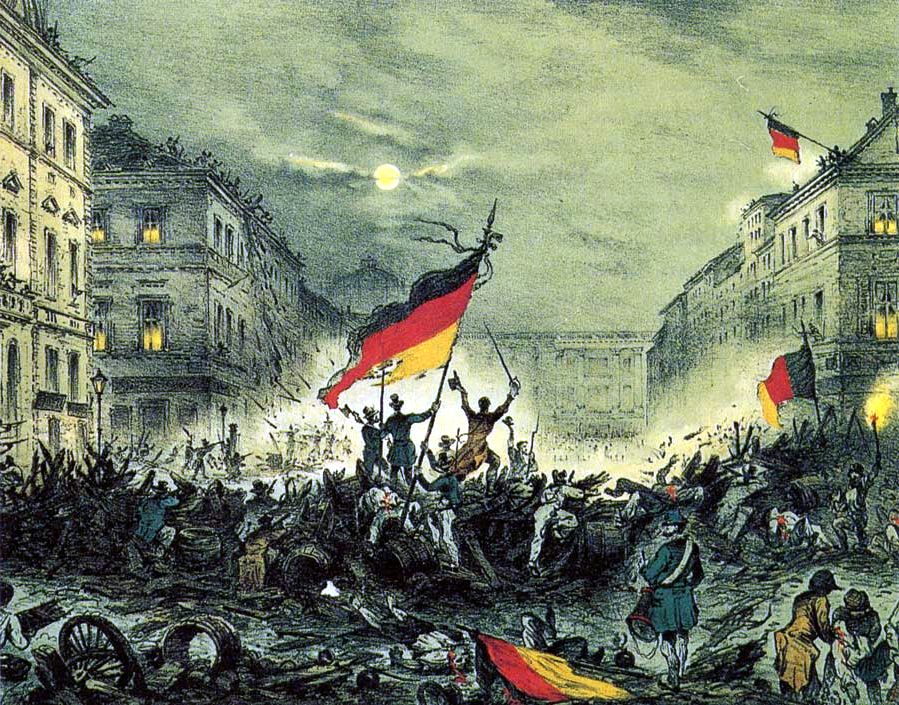
Gevechten in Berlijn op 19 maart 1848

Het Revolutiejaar 1848 betreft een reeks Europese opstanden die een liberaal systeem, een liberale grondwet of het verdrijven van vreemde heersers mogelijk moesten maken. De beweging was van korte duur en veel afgedwongen maatregelen werden later door de aristocratische en conservatieve elite teruggedraaid. Niettemin oefenden de opstanden een grote invloed uit op de periode die volgde. Voortaan moesten de heersers min of meer rekening houden met liberale en nationalistische gevoelens van de invloedrijker wordende burgerij.

## Sicilië en Napels
De eerste revolutie brak op 12 januari 1848 uit in Palermo en was gericht tegen het absolutistische beleid van Ferdinand II der Beide Siciliën. Hij aanvaardde eind januari een liberale constitutie. Kort hierop herstelde hij met grof geweld echter weer het reactionaire regime. Het koninkrijk Sicilië scheurde zich tijdelijk af van de Beide Siciliën.

## Frankrijk
Vervolgens verspreidde de revolutiegolf zich naar Frankrijk, waar republikeinen en constitutioneel-liberalen de hervorming van het kiesrecht eisten. Na een verbod op een republikeinse bijeenkomst kwam het tot onlusten. Premier François Guizot werd op 23 februari vervangen en de dag erop abdiceerde burgerkoning Lodewijk Filips ten gunste van zijn kleinzoon. De voorlopige regering onder Alphonse de Lamartine riep diezelfde dag de Tweede Franse Republiek uit, wat het einde betekende van de Julimonarchie.
Onder druk van de socialist Louis Blanc werden Ateliers Nationaux gesticht, sociale werkplaatsen die als een oplossing voor de grote werkloosheid werden beschouwd. Toen dit project door regeringsmaatregelen dreigde te mislukken gingen Parijse werklozen en arbeiders op 23 juni de straat op. Generaal Louis Eugène Cavaignac sloeg dit Junioproer bloedig neer. In december koos een meerderheid van de Franse kiezers Lodewijk Napoleon Bonaparte − oomzegger van Napoleon I − tot president.

## Duitse landen
Ook in de Duitse landen wakkerde de Februarirevolutie verlangens naar een Duitse eenheidsstaat, een constitutie (grondwet) en liberale hervormingen aan. Het groothertogdom Baden kreeg reeds in februari te maken met liberale eisen. Op 15 maart werd de Pruisische hoofdstad Berlijn het toneel van onlusten. Frederik Willem IV van Pruisen deed onmiddellijk concessies en riep een Constituante bijeen, die echter geen daadwerkelijke maatregelen nam om aan de revolutionaire eisen te voldoen.
In de meeste Duitse staten waren zonder bloedvergieten liberale regeringen geïnstalleerd en in Frankfurt was het liberale Frankfurter Parlement bijeengekomen, dat een constitutie (de Paulskirchenverfassung) voorbereidde.
De revoluties misten in Duitsland echter de kracht om veel te bereiken. De Constituante werd in december ontbonden en in de jaren die volgden werden de meeste liberale hervormingen weer teruggedraaid.

## Habsburgse landen

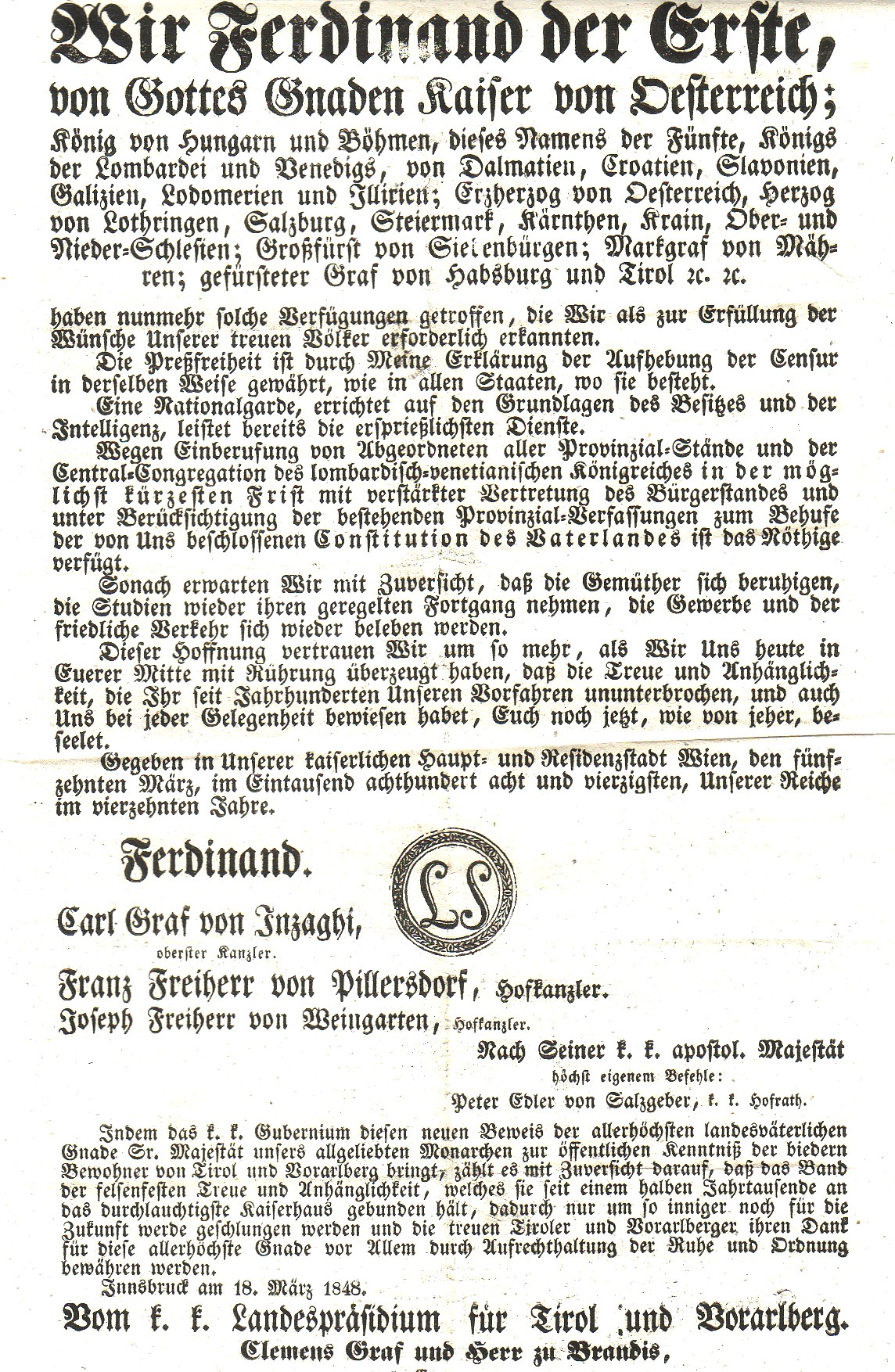
Het afschaffen van de censuur door Ferdinand I op 15 maart 1848

Als reactie op de Februarirevolutie brak in Oostenrijk en Hongarije de Maartrevolutie uit, die begon toen Lajos Kossuth op 3 maart de onafhankelijkheid van Hongarije eiste. Het verzet richtte zich met name tegen kanselier Klemens von Metternich, die een absolutistisch en reactionair beleid voerde namens de onbekwame keizer Ferdinand I.
Een delicaat krachtenspel ontstond. De Russische tsaar, die gruwde van liberale ideeën en bang was voor een herhaling van 1789-1815, verzamelde een leger bij de grensrivier de Proet en bood het keizerlijk hof aan de Hongaarse opstand neer te slaan. De Serven en Kroaten onder Josip Jelačić in het zuiden kwamen in opstand tegen de Hongaren, waarbij ze gesteund werden door de keizer ("de vijand van mijn vijand is mijn vriend"). De Hongaren slaagden er soms in Serven tegen Kroaten uit te spelen, waarop zij onderling begonnen te vechten. Tsjechische revolutionairen trachtten hun acties op de Hongaren en eventueel op de Italianen af te stemmen.
Na het afwijzen van petities voor liberale hervormingen braken op 12 maart in Wenen rellen uit. Klemens von Metternich ontvluchtte de stad en op 15 maart hief Ferdinand de censuur op en beloofde een nationale vergadering bijeen te roepen. In april werd een nieuwe constitutie uitgevaardigd, die na hernieuwde rellen in mei werd herzien. Na de Weense Oktoberopstand, die door Alfred I zu Windisch-Graetz bloedig werd neergeslagen, deed keizer Ferdinand troonsafstand ten gunste van zijn 18-jarige neef Frans Jozef I, die onder de hoede van Felix zu Schwarzenberg, met Russische hulp, de orde herstelde.

## Noord-Italië
De liberalere koning Karel Albert van Sardinië kondigde een liberale constitutie af en nam maatregelen tot het vormen van een eenheidsstaat. Hij verklaarde Oostenrijk op 23 maart gesteund door Toscane en de Kerkelijke Staat de oorlog, maar werd in de Slag bij Custoza verslagen.
In het tot Oostenrijk behorende koninkrijk Lombardije-Venetië werden de Oostenrijkers uit Venetië verdreven, terwijl de Oostenrijkse generaal Josef Radetzky in Lombardije standhield. Paus Pius IX werd in 1849 verdreven en in zijn staat werd de Romeinse Republiek opgericht, die echter niet lang standhield.
In Parma en Modena zagen de hertogen Karel II en Frans V zich gedwongen de macht aan de liberalen af te staan en zich bij het koninkrijk Sardinië aan te sluiten, maar werden in hun macht hersteld. In 1849 kregen in geheel Italië de reactionaire krachten weer de overhand.

## Zweden
In Stockholm braken op 18 en 19 maart 1848 rellen uit, door de tussenkomst van het leger vielen er dertig doden. Er werd door de gehele stad een vestiging van de republiek en algemeen en vrij kiesrecht geëist. Deze periode staat in Zweden bekend als de "Maartse Onrust".

## Nederland

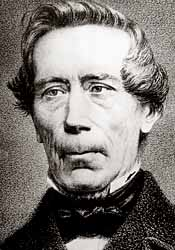
Thorbecke

In Nederland kwam het in 1848 niet tot een revolutie, hoewel hier op het eerste gezicht wel aanleiding toe was, aangezien koning Willem II in de periode 1844-1848 elke grondwetswijziging die hem trachtte te beperken in zijn soevereine machtsuitoefening tegenhield. Hij was echter bang zelf het slachtoffer van een revolutie te worden, zoals verscheidene van zijn koninklijke collega's overkwam, zodat hij tegenover zijn ministers verklaarde dat hij in één nacht van conservatief tot liberaal was geworden. Op 3 november werd een nieuwe grondwet ingevoerd, ontworpen onder leiding van Johan Rudolph Thorbecke. Deze nieuwe grondwet, die met enkele kleinere aanvullingen nog steeds de Nederlandse grondwet is, maakte een einde aan de persoonlijke regeermacht van de koning en voerde de koninklijke onschendbaarheid in. Voortaan waren de ministers verantwoordelijk voor hun beleid en niet meer de koning. Hiermee had het revolutiejaar 1848 in Nederland toch een grote en, in tegenstelling tot in veel andere Europese landen, blijvende verandering in het regeringsstelsel teweeggebracht.

## België

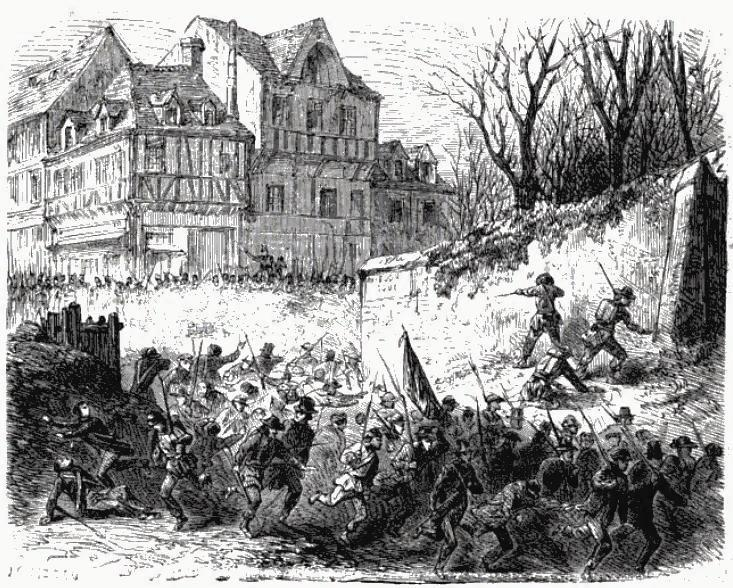
Het vuurgevecht met het leger bij Risquons-Tout

In België was een beweging van radicaal-democratische republikeinen actief die koning Leopold I van de troon wilde stoten, sommigen met geweld. De Februarirevolutie in Parijs was voor hen het sein om hun plan in werking te stellen. Met medewerking van de nieuwe republikeinse regering in Parijs werden duizenden Belgische gastarbeiders verzameld en met drie treinen naar België gevoerd. De bedoeling was hen vóór de grens te bewapenen en een spoor van revolutie te trekken door zich in de steden waar ze langs kwamen te verbinden met lokale agitatoren en massa's. Via Kortrijk en Gent wilde men uiteindelijk in Brussel het regime omverwerpen. De ordediensten waren goed op de hoogte dankzij informanten en infiltranten. Via diplomatie werd de bewapening in Frankrijk deels voorkomen en werd een van de treinen onschadelijk gemaakt. Het leger stond aan de grens paraat om de rest van het republikeinse arbeiderslegioen op te vangen. Na een hevig vuurgevecht gaf de komst van artillerie de doorslag en werden de republikeinen bij Risquons-Tout (Rekkem) uiteengejaagd. Ondertussen werden van Brugge tot Virton lokale opstootjes en opstanden onderdrukt. De regering-Rogier zette verschillende ongewenste vreemdelingen − onder wie Karl Marx, wiens Communistisch Manifest in februari 1848 was gepubliceerd − het land uit en nam kopstukken als Victor Tedesco in hechtenis. Door samenscholingsverboden en andere maatregelen werden volkstoelopen in Brussel en Gent onderdrukt. De regering stelde het voor alsof het vrije België een eiland van rust was in een woelige zee, ondanks de hevige landbouw- en voedselcrisis in Vlaanderen, maar in werkelijkheid was het aan de doortastende repressie te danken dat de revolutie faalde. Men had lessen getrokken uit 1830. Ook had men de progressieve liberalen gepaaid door een verlaging van de cijns tot het grondwettelijk minimum. Dit alles verstevigde de positie van de regering en het aanzien van het jonge land. De liberalen wonnen in de parlementsverkiezingen van juni. De radicale democraten waren ontmoedigd en speelden, zeker na het Prado-proces van 1849, geen rol van betekenis meer in de jaren 1850.

## Zwitserland
In het Zwitserse kanton Neuchâtel werd in maart 1848 het monarchistisch regime ten val gebracht en werd de republiek uitgeroepen. Sindsdien heet het kanton officieel République et Canton de Neuchâtel.

## Voetnoten
1. ↑  Els Witte, Belgische republikeinen. Radicalen tussen twee revoluties (1830-1850), 2020, p. 335-341